# اوساوا تاکائو
اوساوا تاکائو (به انگلیسی: 大沢 たかお Takao Osawa) بازیگر، مدل و تهیه‌کننده اهل ژاپن است.